# Coregonus nilssoni
Coregonus nilssoni és una espècie de peix de la família dels salmònids i de l'ordre dels salmoniformes.

## Alimentació
Menja zooplàncton.

## Distribució geogràfica
Es troba a Europa.